# قالی بیجار

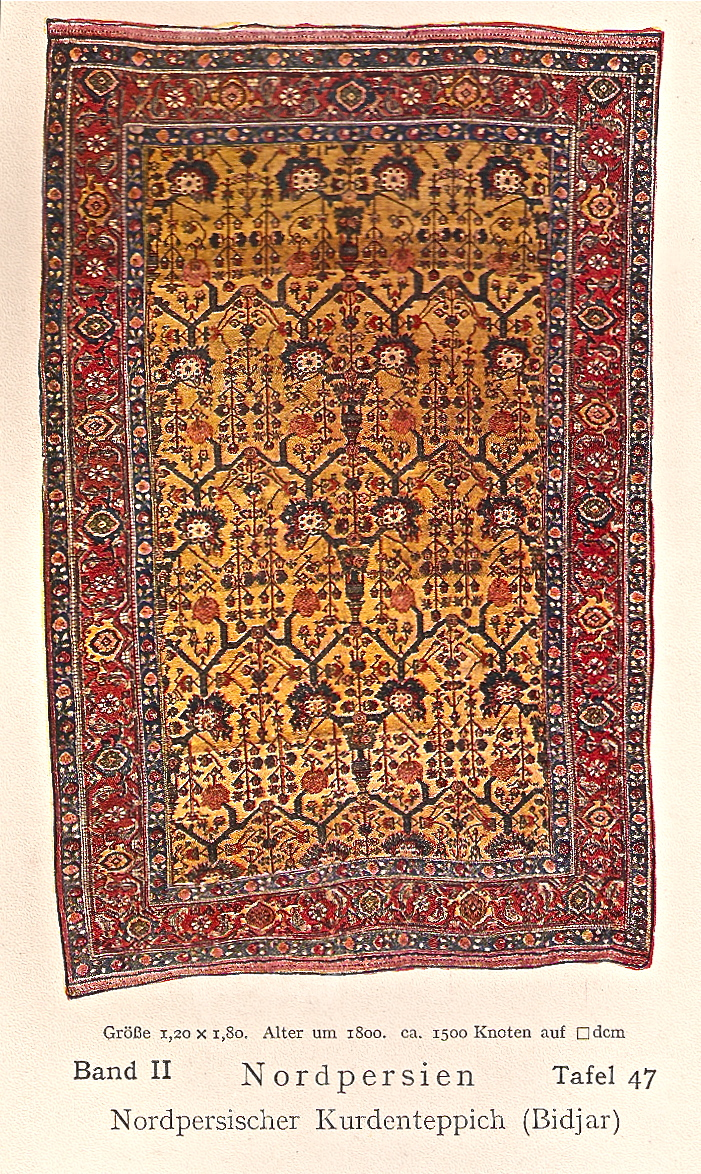
قالی بیجار

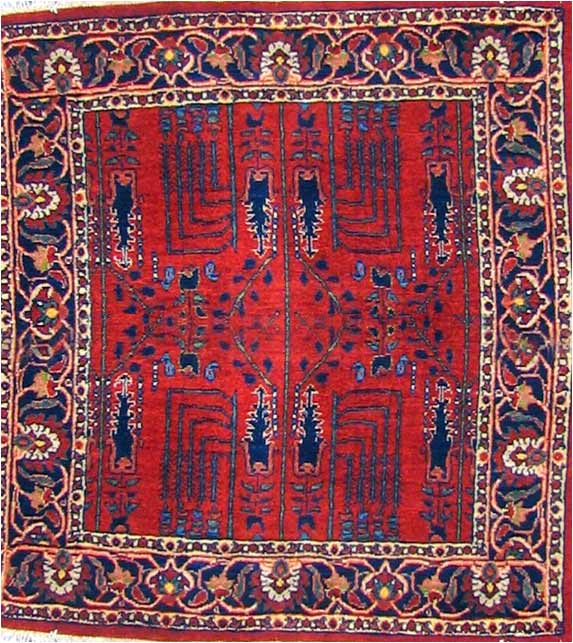
قالی بیجار

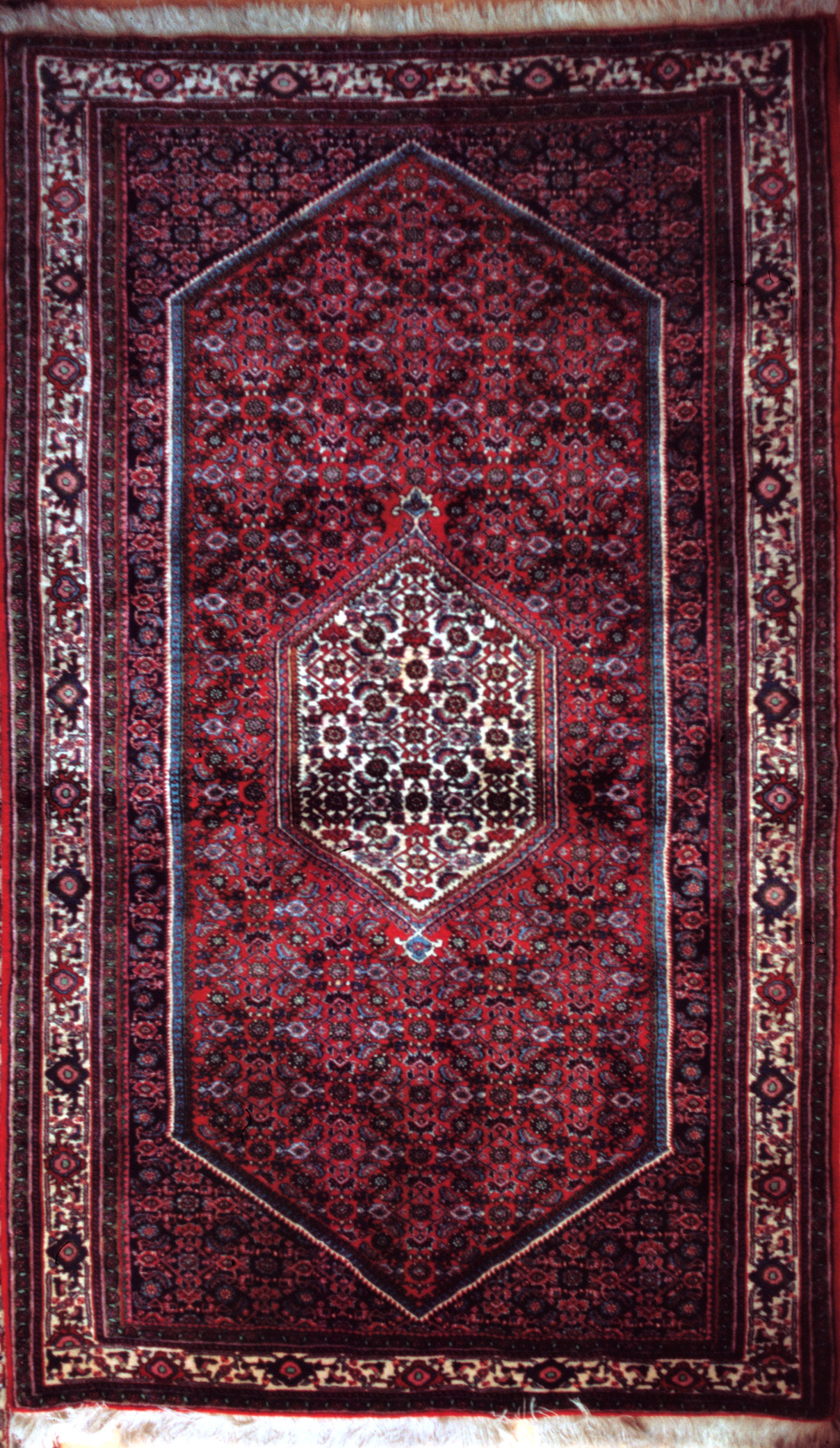

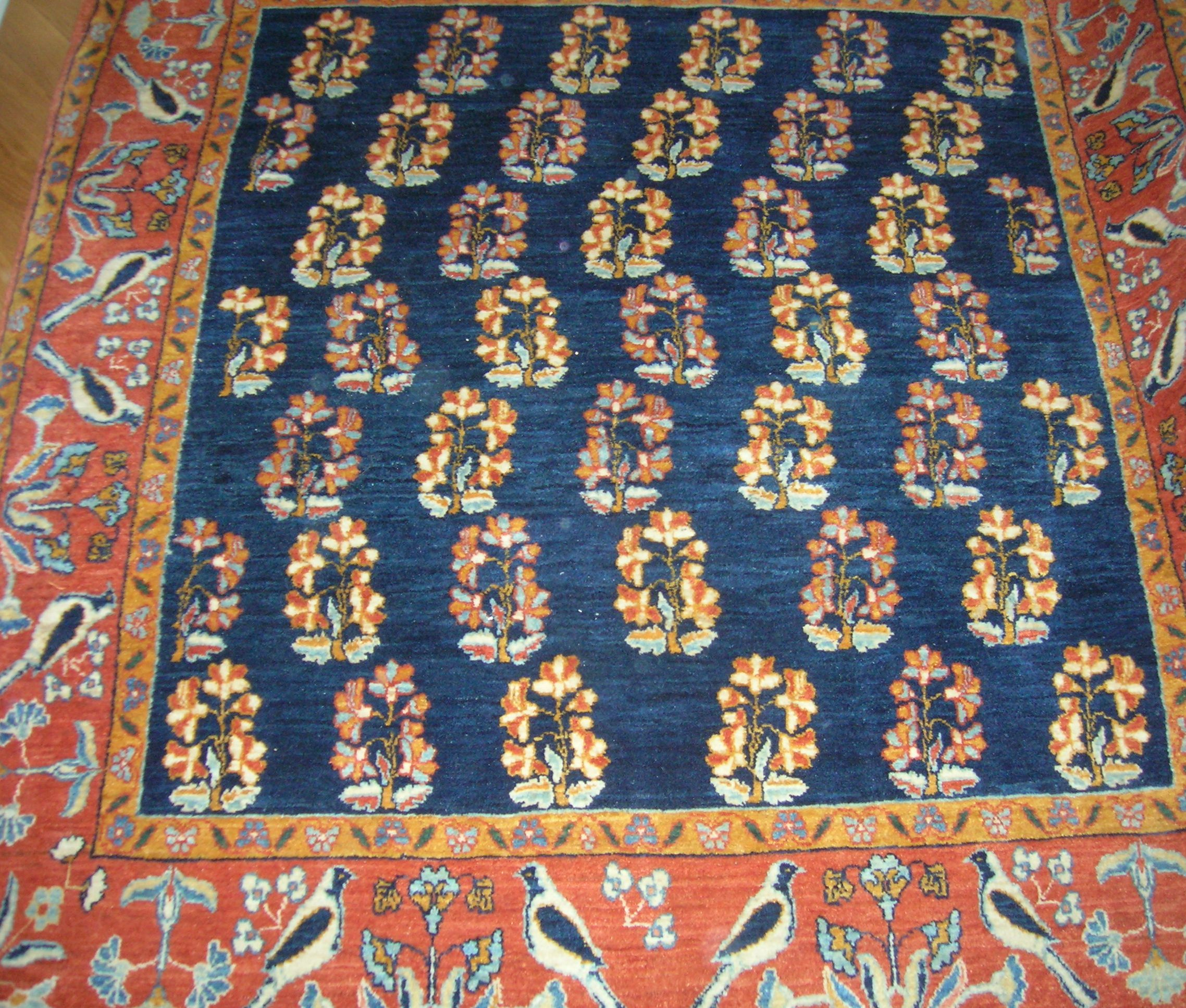
قالی بیجار

قالی بیجار گونه‌ای قالی ایرانی و از صنایع دستی بیجار است که از گذشته تا به امروز تولید می‌شود.

## تاریخچه
بیجار به عنوان یکی از متقدمین صنعت فرش بافی در ایران به حساب می‌آید، مناطق قالی بافی در گذشته و حال شامل شهر بیجار و روستاهای اطرافش است.
تعداد زیادی از قالی‌های قدیمی که هم‌اینک در موزه‌های بزرگ فرش در داخل و خارج کشور نگهداری می‌گردند از قالی‌های بافت بیجار هستند.قالیبافی در این شهر دارای سابقه دیرینه‌ای است و قدمت بافت قالی‌های تاریخ دار بیجار (موجود در خارج از کشور) به سال ۱۲۶۶ (ه.ق) باز می گردد.

## ویژگی‌ها
ویژگی شاخص فرش بیجار، ساختار متراکم این قالی هاست. بافت آن‌ها به گونه‌ایست که نمی توان آن‌ها را تا کرد. در مراحل اولیه تجارت فرش، این گونه فرش‌ها را «لول» می‌نامیدند. این کلمه بیانگر استحکام بیش از حد فرش‌های بیجار است. برای تولید این فرش که مانند تخته محکم است، یک پود بسیار ضخیم را علاوه بر یکی دو پود نازک، وارد بافت فرش می‌کنند. این عمل به صورت متناوب در تار و پود فرش تکرار می‌شود. با کوبیده شدن گره‌ای فرش توسط شانه آهنی، بافت فرش بسیار محکم‌تر می‌شود. نقش فرش‌های این منطقه بیشتر شامل طرح‌های منظم است و به نسبت نوع روستایی آن، دارای خطوط ملایم‌تر و نقش مایه‌هایی طبیعی‌تری است. در این طرح‌ها، نقوش کلاسیک ایرانی بزرگ شده و در کنار نقش‌هایی که تحت تأثیر مدل‌های روستایی و قبیله‌ای است، دیده می‌شوند. این قالیچه‌ها که از جذابیت و گیرایی خاص برخوردارند، بافتی ظریف دارند و اصالت و سادگی در طرح و رنگ آن‌ها مشهود است.

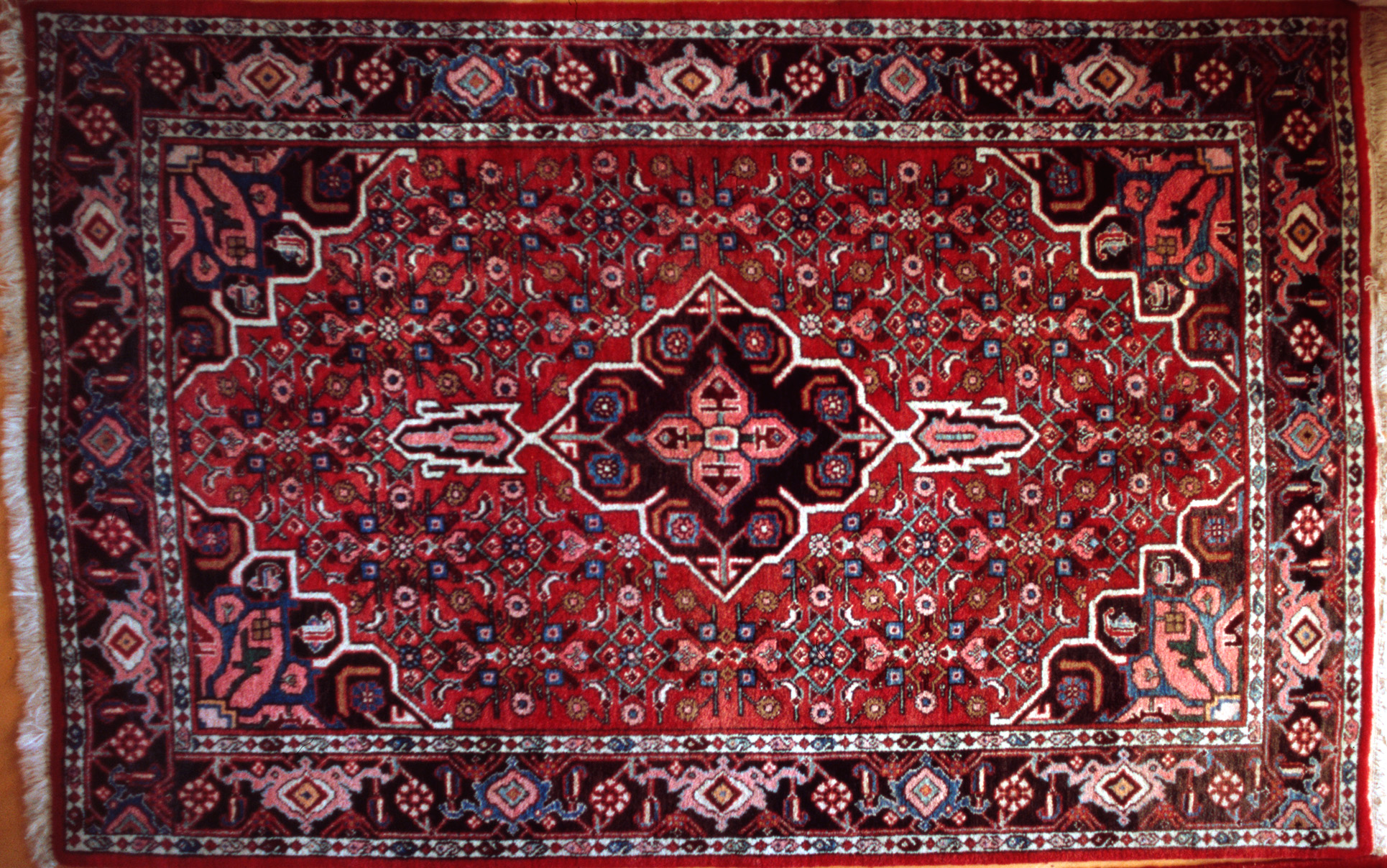
قالی بیجار

## طرح‌ها
معروفترین طرحهای امروزی در منطقه عبارتند از:
شکارگاه مانند شکارگاه ترنج دار – شکارگاه دورنما - طرحهای تصویری مانند طرحهای لیلی و مجنون و طرحهای مینیاتور و داستانهای اسطوره‌ای، گل فرنگ مانند گل فرنگ مستوفی، گل فرنگ طره دار، گل فرنگ لچک ترنج دار، دسته گل، گل فرنگ و اسلیمی (پیچی)، گل و بلبل و گلدانی، طرح خرچنگی؛ طرح بندی مانند بندی خاتم شیرازی، بندی گل فرنگ، مینا خانی؛ دار و گل مانند ربعی دار و گل، مستوفی دار و گل؛ شاه عباسی مانند شاه عباسی افشان، لچک ترنج دار، کف ساده؛ اسلیمی مانند اسلیمی گل فرنگ، اسلیمی هندسی یا سرداری، دهن اژدری؛ درختی مانند درختی بید مجنون، درختی گل و بلبل، درختی دورنما، درختی گلدانی، درختی ترمه؛ ماهی درهم مانند ماهی بیجار، ماهی سنه، ماهی افشار، ماهی میرک، ماهی زبیده، ماهی حسن تیمور، سگ ماهی، ماهی زنبوری، ماهی ریز؛ طرحهای هندسی مانند سمن بر خانم، اسلیمی شکسته و خاتم شیرازی.

## رنگ بندی
یکی از مشخصه‌های قالی بیجار یا گروس، رنگهای بکار رفته در آن است. تضاد جسورانه بین رنگهای به کار رفته، زیبائی این قالیها را دو چندان می‌کند. رنگهای ناب و شادی که بافنده کرد برای قالیهایش انتخاب می‌کند. بیانگر طبیعت سرد وحشی و در عین حال رنگارنگ کردستان است در قالی‌های گروس به کار بردن رنگهای شاد و تند مانند قرمز و رنگهای متمایل به آن به ویژه رنگهای: چهره‌ای (یک اصطلاح محلی برای رنگ صورتی پررنگ) و صورتی و پوست پیازی، مشکی، سفید، حنایی و انواع سبزها در زمینه‌های سرمه ای و سفید و قرمز زیاد به چشم می خورد. بکار بردن رنگهای سبز و سفید و پیازی و کاهی بر زمینه لاکی شادابی دیگری بر فرشهای گروس می‌دهد و نقشها را در دید واضح و روشن و برجسته می نمایاند. این جسارت را در کاربرد نوعی از رنگ زرد می‌توان دید که خاص بیجار است و حتی در قالیهای کف ساده که متن آن‌ها ساده و خلوت می‌باشد به کار میرفته‌است. در فرشهای بیجار مانند بافته‌های برخی از مناطق غربی ایران گاهی کیفیت دو رنگی (رگه) نیز دیده می‌شود. تعداد رنگها در قالی بیجار از ۲۷ رنگ تجاوز نمی‌کند و رنگهای قرمز و سفید و سرمه‌ای بیش از دیگر رنگها به کار میرود و رنگهای تند و تیز آبی نیز به چشم می‌خورد.